# Rachel Alexandra
Rachel Alexandra (2006-) est une jument de course pur-sang anglais, née aux États-Unis. Propriété du milliardaire Jess Jackson, elle est entraînée par Steve Asmussen et montée par Calvin Borel. Membre du hall of fame, elle a été élue cheval de l'année aux États-Unis en 2009. 

## Carrière de courses

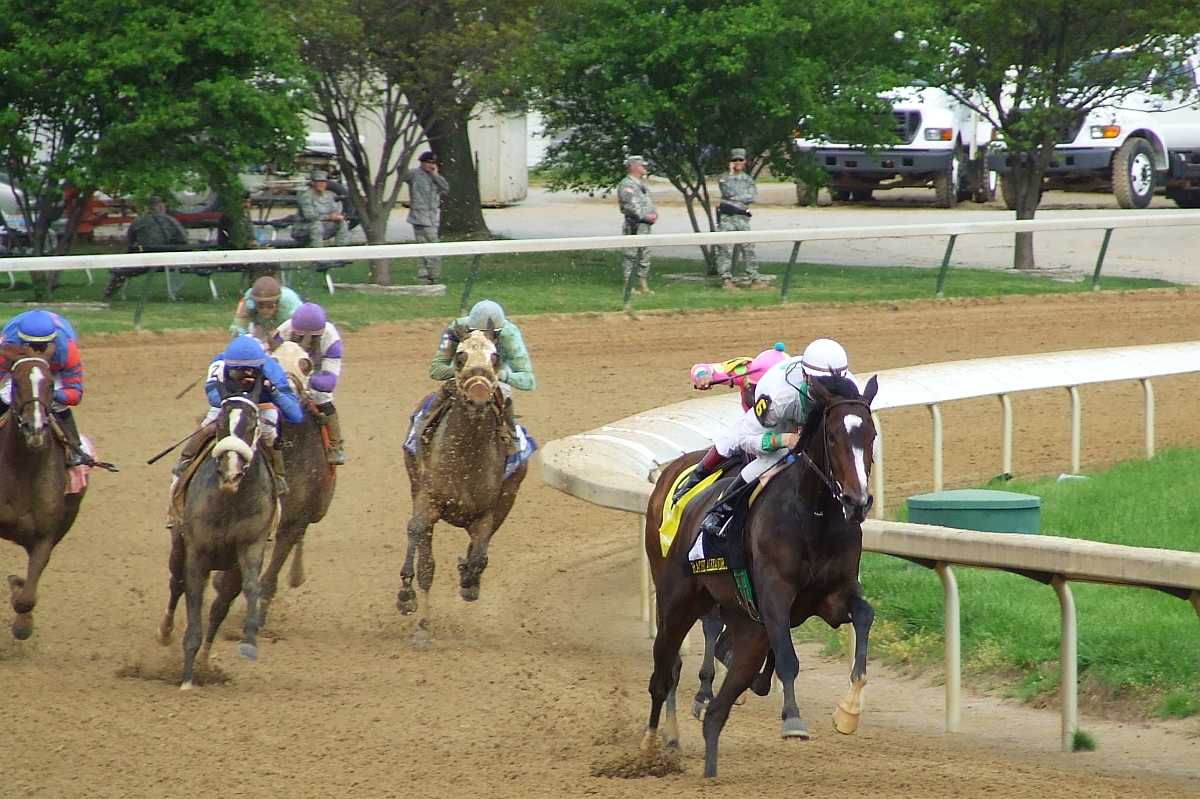
Rachel Alexandra dans les Kentucky Oaks, en 2009

L'éleveur de Rachel Alexandra, Dolphus Morrisson, voulu la présenter aux ventes de foals (poulains et pouliches de 6 mois) de Keenland, mais un examen médical défavorable lui fit renoncer, pensant qu'il n'atteindrait jamais la somme à laquelle il l'estimait, $ 125 000. Elle débute finalement en mai 2008 par une 6e place, sous l'entraînement de Hal Wiggins. Elle ouvre son palmarès dès la course suivante, puis obtient deux accessits d'honneur dans des groupe 3. À la fin de l'année, elle remporte un groupe 2, les Golden Road Stakes, sur l'hippodrome de Churchill Downs, à Louisville, Kentucky. 
À 3 ans, Rachel Alexandra enchaîne les victoires et se présente dans les Kentucky Oaks dans la peau de la grande favorite. Elle y réalise une performance exceptionnelle, en écrasant ses adversaires de plus de 20 longueurs, soit l'écart le plus important jamais enregistré dans cette course. À l'issue de l'épreuve, son propriétaire, Dolphus Morrisson, annonce qu'il a cédé la pouliche au milliardaire Jess Jackson (également propriétaire du crack Curlin), pour un montant tenu secret (on parle d'une somme comprise entre 10 et 15 millions de dollars). La championne est désormais confiée aux soins de l'entraîneur Steve Asmussen et son nouvel entourage décide de l'aligner contre les mâles dans les Preakness Stakes, qu'aucune pouliche n'a remporté depuis 1924. Elle y crée la sensation en s'imposant aux dépens du vainqueur du Kentucky Derby, Mine That Bird. Dix jours plus tard, elle prend part aux Mother Goose Stakes, désertés par la concurrence puisque seules deux pouliches osent la défier. Elle s'impose avec près de 20 longueur d'avance, en signant le record de l'épreuve. Toujours invaincu en 2009, elle affronte une nouvelle fois les mâles de 3 ans dans le Haskell Invitational Handicap, avec à la clé une victoire par 6 longueurs. En septembre, elle fait encore mieux en gagnant, certes plus difficilement (une tête à l'arrivée), contre les meilleurs chevaux d'âge américains dans les Woodward Stakes, qu'elle est la seule femelle de l'histoire à avoir remporté. Le public américain rêve d'une confrontation avec la phénoménale et invaincue jument Zenyatta dans la Breeders' Cup Classic, mais l'affrontement entre les deux championnes est reporté à l'année suivante. En attendant, les exploits de Rachel Alexandra lui permettent de souffler le titre de Cheval de l'année aux États-Unis à Zenyatta.
La campagne 2010 de Rachel Alexandra s'avère moins extravagante, et la perspective d'un match avec Zenyatta va s'éloigner au fur et à mesure de l'année. Elle effectue sa rentrée en Louisiane en mars, dans une course créée pour elle, mais elle doit se contenter de la deuxième place. Elle est à nouveau battue en avril à Churchill Downs, mais retrouve le goût de la victoire ensuite dans un handicap qu'elle remporte de plus de 10 longueurs, dans un meilleur temps que lors de son triomphe dans les Kentucky Oaks, puis enchaîne par une autre victoire avant d'être à nouveau battue dans un préparatoire à la Breeders' Cup Classic, course à laquelle son entourage renonce, et annonce la retraite de la championne en septembre et son entrée au haras. 

### Résumé de carrière
| Date         | Hippodrome      | Pays        | Course                              | Statut      | Distance    | Jockey       | Place       | Écart       | Vainqueur ou deuxième |
| 2008, 2 ans  | 2008, 2 ans     | 2008, 2 ans | 2008, 2 ans                         | 2008, 2 ans | 2008, 2 ans | 2008, 2 ans  | 2008, 2 ans | 2008, 2 ans | 2008, 2 ans           |
| ------------ | --------------- | ----------- | ----------------------------------- | ----------- | ----------- | ------------ | ----------- | ----------- | --------------------- |
| 22 mai       | Churchill Downs | États-Unis  | Maiden                              |             | 900 m       | B. Hernandez | 6e / 9      |             | Songtress             |
| 13 juin      | Churchill Downs | États-Unis  | Maiden                              |             | 1 000 m     | B. Hernandez | 1er / 9     | 1 ¼         | Best Lass             |
| 28 juin      | Churchill Downs | États-Unis  | Debutante Stakes                    | Gr. 3       | 1 200 m     | B. Hernandez | 2e / 10     | 1/2         | Garden District       |
| 17 octobre   | Keeneland       | États-Unis  | Allowance                           |             | 1 200 m     | B. Hernandez | 1er / 8     | 3           | Argyle Pink           |
| 1er novembre | Churchill Downs | États-Unis  | Pocahontas Stakes                   | Gr. 3       | 1 600 m     | B. Hernandez | 2e / 7      | 3 ¾         | Sara Louise           |
| 29 novembre  | Churchill Downs | États-Unis  | Golden Rod Stakes                   | Gr. 2       | 1 700 m     | C. Borel     | 1er / 6     | 4 ¾         | Sara Louise           |
| 2009, 3 ans  |                 |             |                                     |             |             |              |             |             |                       |
| 15 février   | Oaklawn Park    | États-Unis  | Martha Washington Stakes            |             | 1 600 m     | C. Borel     | 1er / 9     | 8           | Afleet Deceit         |
| 14 mars      | Fair Grounds    | États-Unis  | Fair Grounds Oak                    | Gr. 2       | 1 700 m     | C. Borel     | 1er / 6     | 1 ¾         | Flying Spur           |
| 5 avril      | Oaklawn Park    | États-Unis  | Fantasy Stakes                      | Gr. 2       | 1 700 m     | C. Borel     | 1er / 5     | 8 ¾         | Afleet Deceit         |
| 1er mai      | Churchill Downs | États-Unis  | Kentucky Oaks                       | Gr. 1       | 1 800 m     | C. Borel     | 1er / 7     | 20          | Stone Legacy          |
| 16 mai       | Pimlico         | États-Unis  | Preakness Stakes                    | Gr. 1       | 1 900 m     | C. Borel     | 1er / 13    | 1           | Mine That Bird        |
| 27 juin      | Belmont Park    | États-Unis  | Mother Goose Stakes                 | Gr. 1       | 1 800 m     | C. Borel     | 1er / 3     | 19 ½        | Malibu Prayer         |
| 2 août       | Monmouth Park   | États-Unis  | Haskell Invitational Stakes         | Gr. 1       | 1 800 m     | C. Borel     | 1er / 7     | 6           | Summer Bird           |
| 5 septembre  | Saratoga        | États-Unis  | Woodward Stakes                     | Gr. 1       | 1 800 m     | C. Borel     | 1er / 8     | tête        | Macho Again           |
| 2010, 4 ans  |                 |             |                                     |             |             |              |             |             |                       |
| 13 mars      | Fair Grounds    | États-Unis  | New Orleans Ladies Stakes           |             | 1 700 m     | C. Borel     | 2e / 5      | 3/4         | Zardana               |
| 30 avril     | Churchill Downs | États-Unis  | La Troienne Stakes                  | Gr. 2       | 1 700 m     | C. Borel     | 2e / 6      | tête        | Unrivaled Belle       |
| 12 juin      | Churchill Downs | États-Unis  | Fleur De Lis Handicap               | Gr. 2       | 1 800 m     | C. Borel     | 1er / 5     | 10 ½        | Distinctive Dixie     |
| 24 juillet   | Monmouth Park   | États-Unis  | Lady's Secret Stakes                |             | 1 800 m     | C. Borel     | 1er / 7     | 3           | Queen Martha          |
| 29 août      | Saratoga        | États-Unis  | Personal Ensign Invitational Stakes | Gr. 1       | 2 000 m     | C. Borel     | 2e / 5      | 1           | Persistently          |

## Au haras
En janvier 2012, Rachel Alexandra donne naissance à son premier produit, un poulain par le champion Curlin : nommé Jess's Dream, il réalise une carrière sans éclats, mais son pedigree lui ouvre les portes du haras, où il entre en 2017 à $ 5 000 la saillie. L'année suivante, elle donne Rachel's Valentina, par Bernardini, qui compte parmi les meilleures pouliches de sa génération : lauréate des Spinaway Stakes (Gr.1), deuxième de la Breeders' Cup Juvenile Fillies derrière la championne Songbird et des Ashland Stakes (Gr.1).
Le poulinage de Rachel's Valentina est néanmoins très éprouvant pour Rachel Alexandra, qui doit être opérée, sa pouliche étant confiée à une nourrice. À la suite de cet incident, l'entourage de la championne annonce qu'elle ne serait plus saillie et resterait à la retraite dans son haras de Stonestreet Stables.  

## Origines
Rachel Alexandra ressort de la première génération des produits de Medaglia d'Oro, un remarquable compétiteur qui accumula près de 6 millions de dollars de gains et gagna plusieurs groupe 1 pour chevaux d'âge (dont les Travers Stakes) après avoir terminé 2e des Belmont Stakes et 4e du Kentucky Derby. Deuxième de la Dubaï World Cup, il termina à la même place dans la Breeders' Cup Classic, en 2002 et 2003. Au haras, il s'est tout de suite imposé comme un grand étalon, donnant près de trente lauréats de groupe 1, dont la phénoménale Songbird (lauréate d'une ribambelle de groupe 1 dont la Breeders' Cup Juvenile Fillies aux dépens de Rachel's Valentina, la fille de Rachel Alexandra) ou le champion hongkongais Golden Sixty, double vainqueur du Hong Kong Mile. Tarifé à $ 40 000 puis $ 60 000 la saillie, il a été acquis en 2009 par les haras de Cheikh Mohammed, où ses services sont proposés, en 2018, à $ 250 000.
La mère de la championne, Lotta Kim, possède un pedigree quelconque, pourtant elle fut assez bonne pour se placer deuxième d'un groupe 2 à 2 ans, les Golden Rod Stakes. Mais elle se blessa et sa carrière fut brève. Elle a donné cinq autres gagnants dont Dolphus (Lookin' At Lucky), deuxième d'un groupe 3.

### Pedigree
| Origines de Rachel Alexandra (USA)jument baie née en 2006 | Origines de Rachel Alexandra (USA)jument baie née en 2006 | Origines de Rachel Alexandra (USA)jument baie née en 2006 | Origines de Rachel Alexandra (USA)jument baie née en 2006 |
| --------------------------------------------------------- | --------------------------------------------------------- | --------------------------------------------------------- | --------------------------------------------------------- |
| Père Medaglia d'Oro                                       | El Prado b. 1989                                          | Sadler's Wells b. 1981                                    | Northern Dancer                                           |
| Père Medaglia d'Oro                                       | El Prado b. 1989                                          | Sadler's Wells b. 1981                                    | Fairy Bridge                                              |
| Père Medaglia d'Oro                                       | El Prado b. 1989                                          | Lady Capulet b. 1974                                      | Sir Ivor                                                  |
| Père Medaglia d'Oro                                       | El Prado b. 1989                                          | Lady Capulet b. 1974                                      | Cap and Bells                                             |
| Père Medaglia d'Oro                                       | Cappucino Bay b. 1989                                     | Bail Jumper b. 1974                                       | Damascus                                                  |
| Père Medaglia d'Oro                                       | Cappucino Bay b. 1989                                     | Bail Jumper b. 1974                                       | Court Circuit                                             |
| Père Medaglia d'Oro                                       | Cappucino Bay b. 1989                                     | Dubbed In b. 1973                                         | Silent Screen                                             |
| Père Medaglia d'Oro                                       | Cappucino Bay b. 1989                                     | Dubbed In b. 1973                                         | Society Singer                                            |
| Mère Lotta Kim b. 2001                                    | Roar b. 1993                                              | Forty Niner b. 1985                                       | Mr. Prospector                                            |
| Mère Lotta Kim b. 2001                                    | Roar b. 1993                                              | Forty Niner b. 1985                                       | File                                                      |
| Mère Lotta Kim b. 2001                                    | Roar b. 1993                                              | Wild Applause b. 1981                                     | Northern Dancer                                           |
| Mère Lotta Kim b. 2001                                    | Roar b. 1993                                              | Wild Applause b. 1981                                     | Glowing Tribute                                           |
| Mère Lotta Kim b. 2001                                    | Kims Blues b. 1993                                        | Cure the Blues b. 1978                                    | Stop The Music                                            |
| Mère Lotta Kim b. 2001                                    | Kims Blues b. 1993                                        | Cure the Blues b. 1978                                    | Quick Cure                                                |
| Mère Lotta Kim b. 2001                                    | Kims Blues b. 1993                                        | Early Decision b. 1985                                    | Lord Gaylord                                              |
| Mère Lotta Kim b. 2001                                    | Kims Blues b. 1993                                        | Early Decision b. 1985                                    | Biscayne Missy (famille 1-o)                              |